# La Dernière Chevauchée (film)
Pour les articles homonymes, voir La Dernière Chevauchée.
Pour plus de détails, voir Fiche technique et Distribution.
La Dernière Chevauchée est un film français réalisé par Léon Mathot et sorti en 1947.

## Fiche technique
- Titre : La Dernière Chevauchée
- Réalisation : Léon Mathot
- Adaptation et dialogues : Léopold Gomez
- Décors : Raymond Nègre
- Photographie : Robert Juillard
- Son : Robert Biart
- Montage : Marguerite Beaugé
- Musique : José Padilla
- Dates du tournage : du 3 octobre au 22 décembre 1946[1]
- Société de Production : SAC - Société Africaine Cinématographique
- Pays de production :  France
- Format : Son mono - Noir et blanc - 35 mm  - 1,37:1
- Genre : Comédie
- Durée : 92 minutes
- Date de sortie : 
  - France : 28 mars 1947
- Visa d'exploitation :  5227
- Affiche : Boris Grinsson (France)

## Distribution
- Mireille Balin : Louise Valérian
- Jacques Dumesnil : André Valérian
- Paulette Dubost : Milouda
- Philippe Hersent : Claude Carrion
- Pierre Cressoy : Émile Valérian
- Mag Avril
- Jean Lanier
- Jenny Leduc : Rose

## Autour du film
- Ce film marque la dernière apparition de Mireille Balin sur les écrans[2].